# Municipio de Summit (condado de Callaway)
El municipio de Summit (en inglés: Summit Township) es un municipio ubicado en el condado de Callaway en el estado estadounidense de Misuri. En el año 2010 tenía una población de 8873 habitantes y una densidad poblacional de 56,87 personas por km².

## Geografía
El municipio de Summit se encuentra ubicado en las coordenadas 38°37′15″N 92°7′47″O / 38.62083, -92.12972. Según la Oficina del Censo de los Estados Unidos, el municipio tiene una superficie total de 156.02 km², de la cual 151.4 km² corresponden a tierra firme y (2.96%) 4.63 km² es agua.

## Demografía
Según el censo de 2010, había 8873 personas residiendo en el municipio de Summit. La densidad de población era de 56,87 hab./km². De los 8873 habitantes, el municipio de Summit estaba compuesto por el 94.31% blancos, el 2.47% eran afroamericanos, el 0.35% eran amerindios, el 0.38% eran asiáticos, el 0.02% eran isleños del Pacífico, el 0.66% eran de otras razas y el 1.8% pertenecían a dos o más razas. Del total de la población el 1.94% eran hispanos o latinos de cualquier raza.